# Igor' Soloshenko
Ïgor' Aleksandrovïç Soloşenko (in kazako Игорь Александрович Солошенко?, in russo Игорь Александрович Солошенко?, Igor' Aleksandrovič Sološenko; Karaganda, 22 maggio 1979) è un ex calciatore kazako, di ruolo centrocampista.

## Carriera

### Club
Ha giocato nella prima divisione kazaka.

### Nazionale
Ha partecipato ai Mondiali Under-20 del 1999.
Tra il 1998 ed il 2005 ha giocato complessivamente 11 partite con la nazionale maggiore kazaka.

## Palmarès

### Club

#### Competizioni nazionali
- Campionato kazako: 1

Jeńis: 2001
- Coppa del Kazakistan: 1

Jeńis: 2002